# Peter Thiers
Peter Thiers (* 1991 in Gera) ist ein deutscher Schriftsteller und Regisseur.

## Beruflicher Werdegang
Peter Thiers wuchs in Rostock auf. Er studierte Dramaturgie an der Hochschule für Musik und Theater in Hamburg und der Hochschule für Musik und Theater „Felix Mendelssohn Bartholdy“ in Leipzig. Am Thalia Theater Hamburg war Thiers als Regieassistent und Regisseur tätig; er produzierte zudem Kurz- und Animationsfilme und veröffentlichte in Literaturzeitschriften. Mit Alex Friedland bildete er das Poetry-Slam-Team „Sound Friend Cisco“. Mit dem Stück Warten auf Sturm gewann er 2019 den Kleist-Förderpreis für junge Dramatikerinnen und Dramatiker. Er lebt in Hamburg.

## Theaterstücke
- 2019: Warten auf Sturm, UA 28. September 2019, Staatstheater Cottbus, Regie: Volker Metzler
- 2020: Paradiesische Bauten, UA 17. Juni 2021, Thalia Theater Hamburg, Regie: Peter Thiers
- 2021: In Bernstein, UA 25. Juni 2021, Thalia Theater Hamburg, Regie: Steffen Siegmund
- 2022: Zähne und Krallen, UA 7. Oktober 2022, Theater und Orchester Heidelberg, Regie: Brit Bartkowiak[3]

## Filme
- 2014: Echo[4]

## Auszeichnungen
- 2017: Nominierung für den Osnabrücker Dramatikerpreis mit einer Vorfassung von Warten auf Sturm[5]
- 2019: Nominierung für den Autorenpreis der Nibelungen-Festspiele mit Inferno Germania[6]
- 2019: Kleist-Förderpreis für Warten auf Sturm[7]
- 2020: Erster Publikumspreis auf dem Literaturpreis Mecklenburg-Vorpommern für Oasen der Rechtwinkligkeit[8]
- 2020: Hamburger Literaturpreis in der Kategorie „Lyrik/Drama/Experimentelles“ für Paradiesische Bauten[9]
- 2021: Finalist beim 29. Open Mike der Literaturwerkstatt Berlin[10]